# Gentianella rugicalyx
Gentianella rugicalyx är en gentianaväxtart som beskrevs av J.S.Pringle. Gentianella rugicalyx ingår i släktet gentianellor, och familjen gentianaväxter. Inga underarter finns listade i Catalogue of Life.